# Microsoft 365 Copilot
Microsoft 365 Copilot (ранее известный как Bing Chat) — помощник с искусственным интеллектом (чат-бот) для приложений и служб Microsoft 365 (которые включают в себя набор офисных программ, таких как Word, Excel, PowerPoint и Outlook). 
Copilot использует большую языковую модель GPT-4 компании OpenAI с Microsoft Graph для оказания помощи пользователям в решении целого ряда задач.
Интеграция Copilot с 365, анонсированная 16 марта 2023 года, первоначально  была доступна для небольшого числа предприятий и частных лиц для целей тестирования. В начале декабря 2023 г. Microsoft Copilot вышел из предварительной версии и стал общедоступным.
Чат-бот доступен пользователям в поисковике Bing, браузере Edge и операционной системе Windows, а также по собственному адресу copilot.microsoft.com; для его использования необходима только учётная запись Microsoft. В сентябре 2024 года Microsoft представили сервис «Copilot Pages», предназначенный для совместной работы с функциями ИИ в рамках пакета Microsoft 365.

## Маркетинг
Функция Copilot позиционируется как дополнительная функция, подчеркивающая важность Microsoft 365 для повышения производительности бизнеса. 
Подробности ценообразования и лицензирования пока неизвестны. 

Copilot сравнивали[как?] с помощником в Microsoft Office.
Copilot в Windows 11 запускается с помощью сочетания горячих клавиш ⊞ Win + C (которая заменяет горячую клавишу чата Teams); кроме того, Microsoft планирует, что Copilot в Windows 11 будет активироваться при наведении курсора на его значок на панели задач.
В Microsoft Edge есть специальная кнопка Copilot, которая не требует нажатия для открытия помощника — чтобы открыть Copilot, достаточно навести на нее курсор. 
Также, Microsoft размещает специальную клавишу [Copilot] на клавиатурах некоторых новых ноутбуков, которая находится рядом с правой клавишей Alt (скан-код: левый Ctrl + ⊞ Win + F23).

## Критика
В ноябре 2024 года стало известно, что в некоторых компаниях Copilot предоставлял сотрудникам доступ к конфиденциальной информации от личных дел коллег до писем гендиректоров. Причиной этому оказались слабые настройки разрешений на уровне IT-отделов. В связи с этим ряд компаний приостановил процедуру внедрения Copilot.